# Ciência da informação quântica
A ciência da informação quântica é um campo interdisciplinar que busca entender a análise, processamento e transmissão de informações usando princípios da mecânica quântica. Ele combina o estudo da ciência da informação com os efeitos quânticos na física. Inclui questões teóricas em modelos computacionais e tópicos mais experimentais em física quântica, incluindo o que pode e o que não pode ser feito com informações quânticas. O termo teoria da informação quântica também é usado, mas não abrange a pesquisa experimental e pode ser confundido com um subcampo da ciência da informação quântica que aborda o processamento da informação quântica.

## Estudos científicos e de engenharia
Para entender o teletransporte quântico o entrelaçamento quântico e a fabricação de hardware de computador quântico requer uma compreensão completa da física e engenharia quântica. Desde 2010, houve um progresso notável na fabricação de computadores quânticos, com empresas como Google e IBM investindo pesadamente em pesquisa de hardware de computador quântico. Hoje, é possível construir um computador quântico com mais de 100 qubits. No entanto, a taxa de erro é muito grande devido à falta de material adequado para a fabricação de computadores quânticos. Os férmion de Majorana podem ser um dos principais materiais que faltam (Chiu et al., Rev. Mod. Física 88, 2016.).
Dispositivos para criptografia quântica já foram comercializados. Existe uma cifra antiga chamada one-time pad amplamente usada entre os espiões na era da Guerra Fria. Ele usa uma longa sequência de chaves aleatórias. Se duas pessoas trocaram as mesmas chaves aleatórias com segurança, é possível descriptografar um time pad apenas por acidente. No entanto, os principais problemas de troca podem ser resolvidos usando pares de partículas entrelaçadas quânticas na troca. As leis da mecânica quântica, como o teorema da não clonagem e o colapso da função de onda, fornecem a base para a troca segura de chaves aleatórias. Portanto, a fabricação de dispositivos que podem transportar partículas entrelaçadas quânticas é um importante objetivo científico e de engenharia.
Linguagens de programação para computadores quânticos também são necessárias. Qiskit, Cirq e Q Sharp são linguagens de programação quântica populares.

## Assuntos matemáticos relacionados
Algoritmo quântico e teoria da complexidade quântica são dois dos assuntos em algoritmos e teoria da complexidade computacional. Em 1994, o matemático Peter Shor publicou seu algoritmo de fatoração de inteiros. Se alguém tiver um computador quântico de 4.000 qubits lógicos, pode ameaçar as cifras mais usadas, como RSA e ECC, usando o algoritmo de Shor. Isso pode resultar em sérios problemas de segurança para muitos países. Portanto, seu artigo desencadeou muito investimento em pesquisa de computação quântica. Muitos matemáticos e criptólogos estão se preparando para entrar na era da computação quântica. Veja Criptografia pós-quântica.